# Elecciones del Distrito Metropolitano de Quito de 2023
Las elecciones del Distrito Metropolitano de Quito de 2023 fueron un proceso electoral llevado a cabo el 5 de febrero de 2023. Las elecciones metropolitanas determinaron, por sufragio directo de los electores, las dignidades que encabezarán el Gobierno Metropolitano de Quito por un período de cuatro años comprendidos entre el 2023 y el 2027. Se eligió al alcalde metropolitano y a 21 Concejales Metropolitanos de los cuales 15 son representantes de las parroquias urbanas, distribuidos en 3 distritos electorales, norte, centro y sur de la ciudad, y 6 representantes de las parroquias rurales del distrito.

## Antecedentes

### Candidatura de Jorge Yunda
El 22 de agosto de 2022, Jorge Yunda inscribió su candidatura a la reelección ante el Consejo Nacional Electoral, pese que el candidato tenía una sentencia de perdida de derechos políticos ante el Tribunal Contencioso Electoral, el 29 de agosto la Junta Provincial Electoral de Pichincha, calificó la candidatura con 3 votos a favor.
Los candidatos y organizaciones políticas tuvieron 48 horas para impugnar a la Junta Provincial Electoral o al Tribunal Contencioso Electoral, sin embargo la candidata del Movimiento Todos Jessica Jaramillo quien fue la impulsora de la destitución de Yunda, ha manifestado que el Tribunal Contencioso Electoral ha dejado vencer los plazos para que esto se cumpla. El sistema de justicia y la parte contenciosa electoral es muy manoseada y susceptible a las conveniencias políticas, por es esta razón se abstuvo de impugnar la candidatura.
Finalmente el 2 de septiembre Consejo Nacional Electoral confirmó que la Candidatura de Yunda está en firme, en vista de que ningún sujeto u organización política, impugnara la candidatura.

### Candidatura de Inty Grønneberg
En una situación similar al candidato a la Alcaldía de Cuenca Luca Pallanca, el 3 de octubre de 2022, la Junta Provincial Electoral de Pichincha negó la inscripción de la candidatura de Inty Grønneberg a la alcaldía de Quito por el Partido Izquierda Democrática.
Según el cuerpo colegiado el precandidato no cumple con uno de los ítems del artículo 95 de la Ley Orgánica Electoral y de Organizaciones Políticas, Código de la Democracia. Esto el acreditar haber nacido en la ciudad de Quito o haber residido durante los dos últimos años ininterrumpidamente. El informe técnico determina que Grønneberg nació en la ciudad de Ibarra (Imbabura), por lo que debía acreditar su residencia en la capital en los dos últimos años, la cual tampoco acredita, pues según el padrón electoral de las Elecciones Generales 2021 el ciudadano en referencia se encontraba empadronado en la CIRCUNSCRIPCIÓN: Europa, Asia, y, Oceanía; CONSULADO: Londres, no obstante Grønneberg manifestó que vivió en Londres hasta el año 2020, y que intentó cambiar su domicilio en las elecciones de 2021, la cual fue negado puesto que el cambio de domicilio venció en junio de 2020, dos meses antes de radicarse en Quito.
Finalmente Junta Provincial Electoral de Pichincha ratificó la no inscripción de Grønneberg, y pese que tenía una posibilidad de apelar ante el Tribunal Contencioso Electoral el candidato desistió de dicho recurso.

## Precandidaturas retiradas
| Lista                     | Logo                              | Partido / Movimiento  | Precandidato a la Alcaldía | Motivo                                                                | Ref.  |
| ------------------------- | --------------------------------- | --------------------- | -------------------------- | --------------------------------------------------------------------- | ----- |
| 12                        |                                   | Izquierda Democrática | Inty Grønneberg Ipiales    | Candidatura descalificada por el CNE por incumplimiento de requisitos | [ 5 ] |
|                           |                                   | Independiente         | Wilson Merino Rivadeneira  | Candidato a Concejal Endosa candidatura de Pabel Muñoz                | [ 6 ] |
| Andrés Castillo Maldonado | Candidato a Prefecto de Pichincha | Independiente         | [ 7 ]                      |                                                                       |       |

## Candidaturas
| Lista       | Logo | Partido / Movimiento | Candidato                   | Cargos Previos                                         | Ref.                 |
| ----------- | ---- | --- | --------------------------- | ------------------------------------------------------ | -------------------- |
| 1           |      | Centro Democrático | Omar Cevallos Patiño        | Concejal Metropolitano de Quito (2019 - 2022)          | [ 8 ]                |
| 2           |      | Unidad Popular | Natasha Rojas Pilaquinga    | Presidenta de la CUBE (2010-2014)                      | [ 9 ] [ 10 ]         |
| 3 20        |      | Quito Vuelve Conformado por: - Partido Sociedad Patriótica - Movimiento Democracia Sí                                             | Andrés Páez Benalcázar      | Asambleísta Nacional (2009-2016)                       | [ 11 ]               |
| 5           |      | Revolución Ciudadana | Pabel Muñoz López           | Asambleísta Nacional (2017-2022)                       | [ 6 ] [ 10 ]         |
| 8           |      | Avanza | Luisa Maldonado Morocho     | Concejal Metropolitana de Quito (2009-2014)            | [ 12 ] [ 11 ] [ 13 ] |
| 12          |      | Izquierda Democrática | Pablo Ponce Cerda           | Concejal Metropolitano de Quito (2003-2005; 2006-2014) | [ 14 ]               |
| 16          |      | Movimiento AMIGO | María José Carrión Cevallos | Asambleísta Nacional (2013-2021)                       | [ 15 ]               |
| 17 23       |      | Frente UIO: Unidos, Incluyentes y Organizados Conformado por: - Partido Socialista Ecuatoriano - Partido SUMA                     | Pedro José Freile Vallejo   | Miembro del consejo directivo de SOLCA (2013-2015)     | [ 16 ]               |
| 18 4 35     |      | Juntos por la Gente Conformado por: - Pachakutik - Pueblo, Igualdad y Democracia - Movimiento MOVER                               | Jorge Yunda Machado         | Alcalde de Quito (2019-2021)                           | [ 17 ] [ 18 ] [ 2 ]  |
| 33 21 65 25 |      | Va por Ti Conformado por: - Movimiento RETO - Movimiento CREO - Movimiento Ahora - Movimiento Construye                           | Luz Elena Coloma Escobar    | Gerente de Quito Turismo (2010 - 2016)                 | [ 6 ] [ 10 ]         |
| 70          |      | Movimiento Todos | Jessica Jaramillo Yaguachi  | Asesora Jurídica                                       | [ 6 ] [ 11 ] [ 10 ]  |
| 113 6       |      | Orden y Seguridad para todos Conformado por: - Movimiento Incluyente de Oportunidades y Equidad Social - Partido Social Cristiano | Patricio Alarcón Proaño     | Presidente de la Cámara de Comercio de Quito           | [ 6 ] [ 11 ]         |

## Sondeos de intención de voto
| Fecha      | Fuente              | Muestra     | Error (%) | Jorge Yunda | Pabel Muñoz | Andrés Páez | Pedro José Freile | Luz Elena Coloma | Luisa Maldonado | Omar Cevallos | Natasha Rojas | Jessica Jaramillo | María José Carrión | Patricio Alarcón | Pablo Ponce | Nulo  | Blanco |
| ---------- | ------------------- | ----------- | --------- | ----------- | ----------- | ----------- | ----------------- | ---------------- | --------------- | ------------- | ------------- | ----------------- | ------------------ | ---------------- | ----------- | ----- | ------ |
| 26/01/2023 | Clima Social        | 966 casos   | ±3,15%    | 21,6%       | 18,3%       | 6,5%        | 11,6%             | 2,6%             | 11,7%           | 11,7%         | 11,7%         | 11,7%             | 11,7%              | 11,7%            | 11,7%       | 15,4% | 15,4%  |
| 25/01/2023 | Eureknow            | 800 casos   | ±3,4%     | 19%         | 15%         | 16%         | 24%               | 15%              | 11%             | 11%           | 11%           | 11%               | 11%                | 11%              | 11%         | -     | -      |
| 16/01/2023 | MR Analytica        | -           | -         | 21%         | 17%         | 8%          | 11%               | 7%               | 9%              | 9%            | 9%            | 9%                | 9%                 | 9%               | 9%          | 9%    | 9%     |
| 15/01/2023 | Clima Social        | 1.408 casos | ±2,61%    | 15,1%       | 19,1%       | 6,5%        | 13,2%             | 6,7%             | 2,6%            | 1,1%          | 2,5%          | 0,6%              | 0,9%               | 1,8%             | 3,7%        | 13,9% | 13,9%  |
| 06/01/2023 | Clima Social        | 835 casos   | ±3,39%    | 18,3%       | 13,1%       | 5,4%        | 8,5%              | 8,2%             | 2,8%            | 0,9%          | 1,1%          | 0,7%              | 1,7%               | 2,2%             | 3,8%        | 15,6% | 15,6%  |
| 02/01/2023 | MR Analytica        | -           | -         | 20%         | 15%         | 10%         | 13%               | 5%               | 5%              | 5%            | 5%            | 5%                | 5%                 | 5%               | 5%          | -     | -      |
| 09/12/2022 | Comunicaliza        | 2.630 casos | ±1,9%     | 20,1%       | 9,9%        | 8,5%        | 7,9%              | 9,2%             | 2,8%            | 1,6%          | 2,5%          | 2,0%              | 2,3%               | 2,8%             | 2,6%        | 27,9% | 27,9%  |
| 01/12/2022 | Expreso             | 807 casos   | -         | 32,7%       | 9,9%        | 15,1%       | 15,4%             | 6,2%             | 4,8%            | 4,2%          | 3,8%          | 7%                | 7%                 | 7%               | 7%          | -     | -      |
| 01/12/2022 | Clima Social        | 874 casos   | ±3,3%     | 13,7%       | 15,9%       | 7,1%        | 8,2%              | 5,2%             | 3,6%            | 2,8%          | 2,6%          | 1,4%              | 1,1%               | 1,8%             | 1,8%        | 13,8% | 13,8%  |
| 30/11/2022 | Eureknow            | 844 casos   | ±3,4%     | 23%         | 20%         | 14%         | 21%               | 13%              | -               | -             | -             | -                 | -                  | -                | -           | -     | -      |
| 21/10/2022 | NUMMA               | 3.500 casos | -         | 18%         | 8%          | 7%          | 5%                | 8%               | 2%              | 2%            | 1%            | 4%                | 4%                 | 2%               | 1%          | 29%   | 29%    |
| 10/2022    | Perfiles de Opinión | 305 casos   | -         | 18%         | 7%          | 7%          | 10%               | 2%               | 2%              | -             | -             | 1%                | 1%                 | -                | -           | -     | -      |
| 10/2022    | Market              | -           | -         | 17,7%       | 11,8%       | 15%         | 11,4%             | 7%               | 8%              | 0%            | 1.4%          | 7%                | 2%                 | 1.4%             | -           | -     | -      |
| 14/08/2022 | Comunicaliza        | 1.970 casos | ±2,21%    | 19,9%       | 10,1%       | 6,0%        | 5,7%              | 7,9%             | 3,6%            | 2,4%          | 3,3%          | 2,2%              | 3,3%               | 2,4%             | -           | 33%   | 33%    |

## Resultados

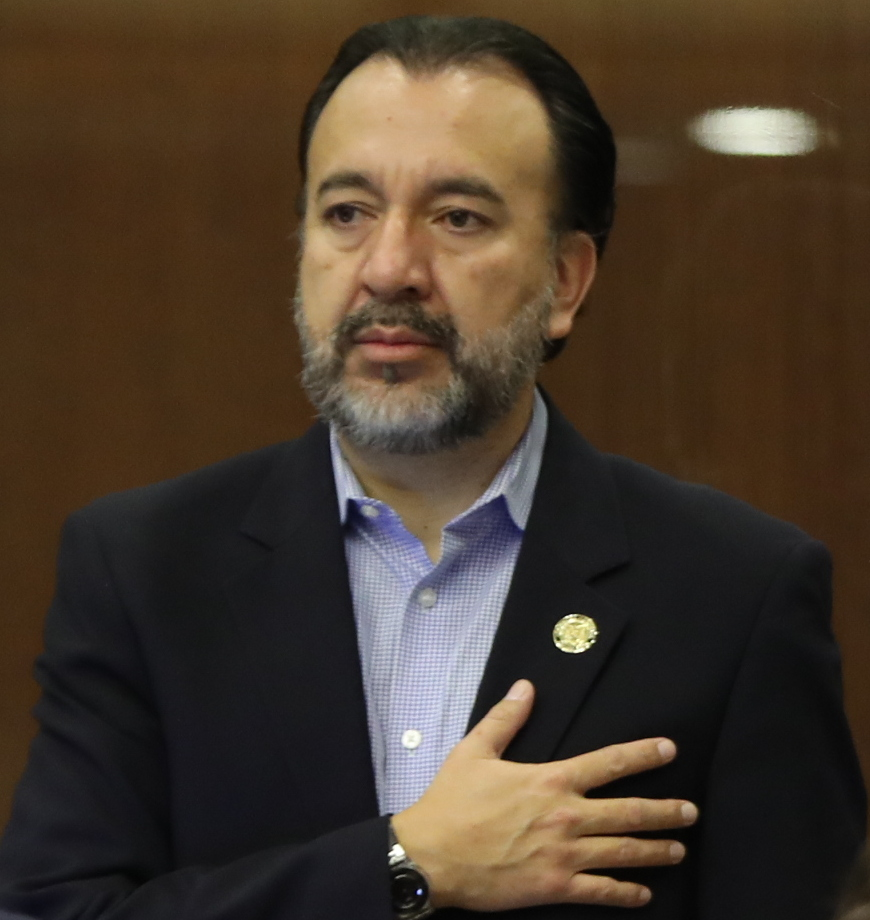
Pabel Muñoz, Alcalde Metropolitano de Quito electo.

### Alcaldía Metropolitana
|  | 25.18 % |

|  | 22.20 % |

|  | 21.97 % |

|  | 12.65 % |

|  | 4.69 % |

|  | 3.92 % |

|  | 2.83 % |

|  | 2.23 % |

|  | 1.39 % |

|  | 1.27 % |

|  | 0.93 % |

|  | 0.72 % |

|  | 100 % |

### Nómina de Concejales Electos

#### Distritos Electorales para elección de concejales

Distritos Electorales del Concejo Metropolitano de Quito.
Distrito Norte
Distrito Centro
Distrito Sur
Distrito Rural

Los concejales urbanos se eligen por distritos. El Consejo Nacional Electoral (CNE) definió para la elección de los 15 concejales urbanos, dividir el área urbana de Quito D.M. en 3 distritos: Norte, Centro y Sur. Adicionalmente las 32 parroquias rurales conforman un cuarto distrito electoral donde se eligen 6 concejales.
| Distrito          | Parroquias del Distrito Electoral | Concejales que eligen |
| ----------------- | --- | --------------------- |
| Distrito 1 Norte  | 12 Parroquias:El Inca Carcelén Ponceano Jipijapa Kennedy Iñaquito Rumipamba Cochapamba Comité del Pueblo Concepción Cotocollao El Condado | 5 concejales          |
| Distrito 2 Centro | 10 Parroquias:Belisario Quevedo Centro Histórico Chilibulo Chimbacalle Mariscal Sucre Itchimbía San Juan Magdalena Puengasí La Libertad   | 5 concejales          |
| Distrito 3 Sur    | 10 Parroquias:Guamaní Chillogallo Quitumbe La Argelia San Bartolo La Ecuatoriana Solanda Turubamba La Mena La Ferroviaria                 | 5 concejales          |

#### Circunscripción Norte
| Partido                                                                                           | Concejal           |
| ------------------------------------------------------------------------------------------------- | ------------------ |
| Revolución Ciudadana                                                                              | Emilio Uzcátegui   |
| Alianza UIO: conformada por: Partido SUMA Partido Socialista Ecuatoriano                          | Andrés Campaña     |
| Quito Vuelve: conformada por: Partido Sociedad Patriótica Democracia Sí                           | Diego Garrido      |
| Va por Tí: conformada por: Renovación Total Movimiento CREO Movimiento Ahora Movimiento Construye | Bernardo Abad      |
| Juntos por la Gente: conformada por: Pachakutik Pueblo, Igualdad y Democracia Movimiento MOVER    | Estefanía Grunauer |

#### Circunscripción Centro
| Partido                                                                                        | Concejal       |
| ---------------------------------------------------------------------------------------------- | -------------- |
| Revolución Ciudadana                                                                           | Wilson Merino  |
| Revolución Ciudadana                                                                           | Diana Cruz     |
| Juntos por la Gente: conformada por: Pachakutik Pueblo, Igualdad y Democracia Movimiento MOVER | Juan Báez      |
| Alianza UIO: conformada por: Partido SUMA Partido Socialista Ecuatoriano                       | Sandra Hidalgo |
| Izquierda Democrática                                                                          | Darío Cahueñas |

#### Circunscripción Sur
| Partido                                                                                        | Concejal              |
| ---------------------------------------------------------------------------------------------- | --------------------- |
| Revolución Ciudadana                                                                           | Blanca Paucar         |
| Revolución Ciudadana                                                                           | Héctor Cueva          |
| Alianza UIO: conformada por: Partido SUMA Partido Socialista Ecuatoriano                       | Fidel Chamba          |
| Juntos por la Gente: conformada por: Pachakutik Pueblo, Igualdad y Democracia Movimiento MOVER | Josselyn Mayorga      |
| Izquierda Democrática                                                                          | Analía Ledesma García |

#### Circunscripción Rural
| Partido                                                                                           | Concejal               |
| ------------------------------------------------------------------------------------------------- | ---------------------- |
| Revolución Ciudadana                                                                              | María Fernanda Racines |
| Revolución Ciudadana                                                                              | Adrián Ibarra          |
| Juntos por la Gente: conformada por: Pachakutik Pueblo, Igualdad y Democracia Movimiento MOVER    | Gabriel Noroña         |
| Izquierda Democrática                                                                             | Ángel Vega             |
| Alianza UIO: conformada por: Partido SUMA Partido Socialista Ecuatoriano                          | María Cristina López   |
| Va por Ti: conformada por: Renovación Total Movimiento CREO Movimiento Ahora Movimiento Construye | Michael Aulestia       |

Fuente: